# Aerofobia

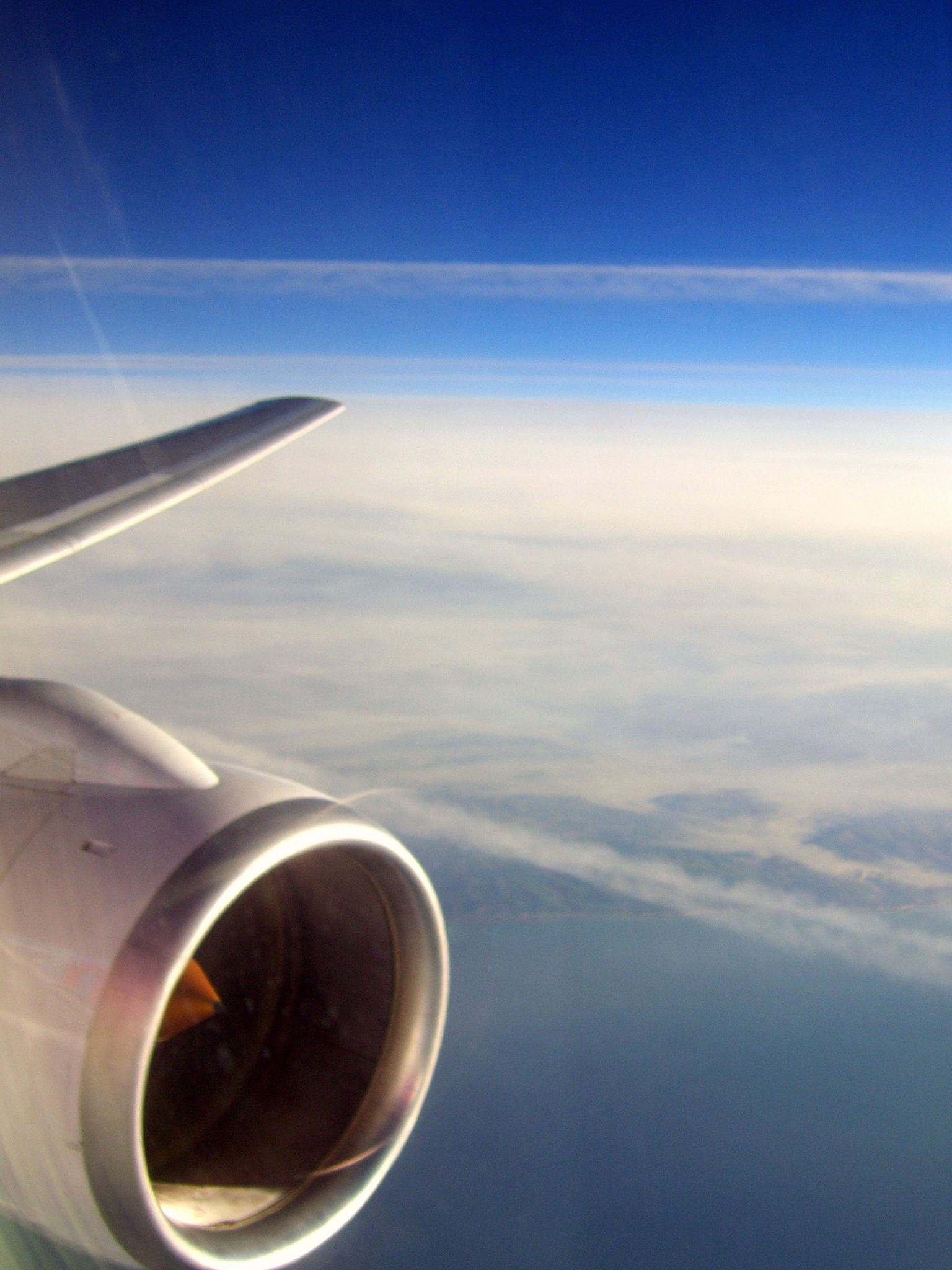
Vista desde la ventana de un avión.

La aerofobia o miedo a volar es el temor o fobia a volar en aviones. Puede ser una fobia por sí misma, o puede ser una manifestación de una o más fobias, como la claustrofobia (el miedo a los espacios cerrados) o acrofobia (el miedo irracional e irreprimible a las alturas).
A pesar de su ubicuidad, el transporte aéreo comercial sigue haciendo que una proporción significativa del público y algunos miembros de la tripulación de cabina sientan la ansiedad. Cuando esta ansiedad alcanza un nivel que afecta a la capacidad de una persona para volar, se convierte en aerofobia. 

## Causas
El miedo a volar puede ser creado por varias otras fobias y miedos:
- un miedo a los espacios cerrados (claustrofobia), como la cabina de un avión
- un miedo a las alturas (acrofobia)
- sensación de no tener el control
- un miedo a tener ataques de pánico en ciertos lugares, donde la huida sería difícil o embarazosa (agorafobia)
- un miedo de la piratería aérea
- un miedo a las turbulencias
- un miedo a volar encima de agua o a volar durante la noche
- un miedo a sufrir un accidente que resultará en la herida o la muerte
- El 25% de la población tiene miedo a volar. Después de un accidente aéreo las personas que padecen aerofobia aumentan durante un tiempo y los fóbicos tratados empeoran.[3]

Una experiencia traumatizante previa vinculada con los aviones también puede provocar un miedo a volar. Por ejemplo, la experiencia de volar a una reunión sólo para descubrir que uno ha sido despedido puede ser tan traumatizante que crea una asociación entre cualquier viaje en avión y acontecimientos malos. 
Hay quienes sugieren que los medios de comunicación son un factor importante detrás del miedo a volar, y reivindican que los medios sensacionalizan los accidentes aéreos (y la alta tasa de víctimas por incidente), en comparación con la atención que se puede percibir como escasa que se da al gran número de accidentes aislados con automóviles. Como el número total de vuelos mundiales aumenta, el número de accidentes aumenta también, aunque la seguridad global del transporte aéreo continúa mejorando. 

## Prevención
- Para evitar la aerofobia es importante que nuestros pensamientos no sean catastróficos, sino positivos y realistas.
- Es mejor que no nos pongamos en los asientos de ventanilla porque eso puede aumentar nuestra ansiedad y que tratemos de controlar una situación que es incontrolable.
- Hacer respiraciones lentas y profundas, si son acompañadas de música relajante mejor. Sobre todo en el despegue y el aterrizaje.
- Cuando haya un accidente aéreo evitar ver imágenes en televisión para no asociar el avión con una situación de peligro.
- Si tiene miedo a volar, viaje acompañado en la medida de lo posible o hable relajadamente con el compañero de al lado.[3]
- Viajar dormido con un sedante o pastillas para dormir.

El medio de transporte más seguro del mundo es el avión, sin ninguna duda y tal como indican las estadísticas.[¿cuál?] Hay una probabilidad entre un millón de morir en un accidente de avión.[cita requerida]

## Tratamiento

### Educación
En algunos casos, enseñar a la gente que tiene miedo a volar sobre las realidades de la aviación puede reducir sus miedos considerablemente. Aprender cómo vuela un avión en la práctica y otros aspectos de aviación puede ayudar a la gente a superar la naturaleza irracional del miedo. Mucha gente ha superado su miedo a volar por aprender volar o hacer paracaidismo, que, efectivamente, erradica su miedo a lo desconocido. Algunas personas con un miedo a volar emprenden la educación sí mismos; otros asisten a cursos (para gente con fobia o para gente que se interesa por la aviación) con el fin de lograr el mismo resultado. Algunas compañías aéreas hacen cursos para ayudar a la gente a superar su miedo a volar.
La educación tiene un papel muy importante en superar el miedo a volar. Entender lo que es un cierto sonido o que un encuentro con la turbulencia no destruirá el avión es beneficioso para aliviar el miedo al desconocido. Sin embargo, cuando alguien está en el aire y experiencia la turbulencia, pueden ser aterrorizado a pesar de tener toda razón para saber lógicamente que el avión no está en peligro. En tales casos las terapias - en adición de la educación - se necesitan para conseguir alivio.

### Terapias para el miedo a volar
En la actualidad la técnica que cuenta con mayor apoyo empírico para tratar el miedo a volar es la de exposición. [cita requerida]
Es una herramienta común del enfoque cognitivo comportamental. Ha demostrado su eficacia tanto a través de exposiciones en vivo, es decir en la situación real de vuelo, como mediante sistemas de realidad virtual.
Existen excelentes tratamientos para la fobia a volar entre los que figuran complejos programas de realidad virtual. En estas simulaciones se recrean todas las acciones que se realizan antes, durante y después de coger un avión. Existen otros tratamientos como los farmacológicos, terapia cognitiva, terapia de exposición, técnicas de relajación y autocontrol, conocimientos del funcionamiento y seguridad del avión, etc.

### Psicoanálisis
El psicoanálisis es por excelencia el método terapéutico que ayuda a comprender el origen de los miedos al llevar a cabo un análisis del inconsciente permitiendo reconocer la raíz de cómo se instaura dicho temor, que por lo general, tiene que ver con otras experiencias de vida que se encuentran reprimidas y que en el presente se desplazan a los aviones y las alturas.
Desde las hipótesis psicoanalíticas, la fobia es una forma de desplazamiento de temores que tienen que ver con los propios deseos que son temidos y se posicionan fuera de sí en otro objeto, interviniendo los mecanismos de "represión" y "desplazo": esto ocurriría porque para el sujeto es problemático conectarse con sus deseos e impulsos más primitivos que ponen en una situación de culpa al "yo", por lo que lo verdaderamente temido estaría dentro de la mente y no fuera de ella.
Las fobias también pueden desencadenarse debido a experiencias vitales, que muchas veces -en el caso de la fobia- se relacionan con el padre cuando este desempeña un rol omnipotente sobre la vida de la persona durante su niñez, recurriendo al exceso de control y los castigos estrictos. Dichas experiencias serían reprimidas por temor a ser aniquilado por la figura paterna (independientemente de si se trata del padre o de otro individuo) y para el "yo" sería problemático tener consciencia del odio por aquel significante, por lo que lo desplazaría a los aviones o a las alturas, y ahora sería el nuevo objeto quien querría hacerle daño (en lo que se conoce como "angustia persecutoria") o bien podrían simbolizar el temor neto por el padre, a raíz de ciertos momentos vividos en que la persona se sintió amenazada o que no podía llevar control sobre la situación (teniendo en cuenta que los niños siempre son vulnerables frente a una figura adulta).
Desde las terapias breves de orientación psicoanalítica, como la terapia psicodinámica, también se analizan los temores en relación con la personalidad de los sujetos. Es decir, una persona que teme a los aviones es probable que tema también a otras cosas, suela ser complaciente con los demás y evite ser rechazado, por lo que suele verse involucrado en situaciones con otras personas donde prefiera acallar sus necesidades: desde este método se trabaja fortaleciendo el "yo" para que pueda tolerar los temores, confíe en sí mismo y exprese sus emociones.

### Estadísticas
Según las estadísticas publicadas por la APA (2013), las terapias de exposición tendrían los mismos resultados que las terapias de orientación psicoanalítica, con la diferencia de que las primeras funcionarían a corto plazo pero con mayor número de recaídas, mientras que el psicoanálisis tardaría más en surtir efecto pero ofrecería resultados más duraderos.
Las terapias son de 6 a 7 veces más efectivas que los psicofármacos, pero combinar las unas con los otros da resultados aún más favorables.